# Пьерло, Филипп
Филипп Пьерло (фр. Philippe Pierlot; род. 1958, Льеж) — бельгийский гамбист, руководитель оркестра барочной музыки.

## Биография
Сын архитектора, самоучкой стал осваивать блокфлейту, гитару и лютню. Изучал виолу да гамба в Брюссельской консерватории у Виланда Кёйкена. Редкий среди музыкантов играет на баритоне — инструменте, который высоко ценил и для которого много писал Йозеф Гайдн.

## Руководитель ансамбля
В 1980 году вместе с бельгийским органистом Бернаром Фукроллем и французским скрипачом Франсуа Фернандезом основал ансамбль Ricercar Consort, специализирующийся на исполнении барочных кантат и мотетов. Записал с ансамблем сочинения семейства Бах, Страсти по Матфею и Страсти по Иоанну Иоганна Себастьяна Баха, Stabat Mater и Salve Regina Перголези и др. В репертуаре ансамбля — сочинения Шюца, Шайдта, Брунса, Букстехуде, Алессандро Скарлатти, Рамо, Форкре, Маре, Зеленки и др.

## Педагогическая деятельность
Преподавал в консерватории Маастрихта, высшей школе музыки в Троссингене. С 2010 года преподаёт виолу в консерваториях Гааги и Брюсселя.